# Parhypomma
Parhypomma Eskov, 1992 è un genere di ragni appartenente alla famiglia Linyphiidae.

## Distribuzione
L'unica specie oggi attribuita a questo genere è stata rinvenuta in Giappone.

## Tassonomia
Per la determinazione delle caratteristiche di questo genere sono stati definiti specie tipo gli esemplari di Dicornua naraensis (Oi, 1960).
A dicembre 2011, si compone di una specie:
- Parhypomma naraense (Oi, 1960)[3] — Giappone